# Sisters of the Good Samaritan
Die Sisters of the Good Samaritan, auch als „Good Sams“ bekannt, sind eine römisch-katholische Kongregation, welche vom Benediktiner Bede Polding, dem ersten Bischof von Sydney, 1857 gegründet wurde.
Die Kongregation war die erste religiöse Kongregation, die in Australien gegründet wurde. Die Schwestern bilden ein Apostolisches Institut und leben nach den Regula Benedicti. Ihr Name leitet sich vom Gleichnis des barmherzigen Samariters ab.

## Geschichte
Unter der Leitung von Mitgründerin Mutter Scholastica Gibbons kümmerten sich die Schwestern um bedürftige obdachlose Frauen und Waisenkinder. Die erste Gründung außerhalb von New South Walles erfolgte 1890 im südaustralischen Port Pirie. Seitdem sind die Schwestern in allen australischen Bundesstaaten und Territorien vertreten.
In den ersten hundert Jahren war die Bildung ein Arbeitsschwerpunkt der Schwestern.
Nach dem Zweiten Vatikanischen Konzil wandten sie sich mehr der Katechese, der Gemeindearbeit und der Unterstützung für indigene, behinderte, obdachlose und ältere Menschen zu. Während dieser Zeit wurden auch immer mehr Laien an den Schulen tätig.
Nach dem Zweiten Weltkrieg gingen sie 1948 nach Japan, um eine Ambulanz für die Opfer der Atombomben aufzubauen. Später eröffneten sie auch Schulen und Kindergärten. Die Schwestern aus Japan gründeten als Zeichen der Versöhnung 1990 einen Kindergarten in Bacolod City. Auf Bitten des örtlichen Bischofs gründeten sie Gemeinden und Vorschulzentren in Kiribati.
2011 hatten die Schwestern in Australien zehn Schulen in den fünf Bistümern Brisbane, Melbourne, Sydney, Broken Bay und Wollongong.
Heute leben 235 barmherzige Samariterinnen in ganz Australien, Japan, den Philippinen und Kiribati.

## Schulen der Sisters of the Good Samaritan

### Australien
New South Wales
- Mater Dei School, Cobbitty (special school)
- Mater Maria Catholic College, Warriewood, Sydney
- Mount St Benedict College, Pennant Hills, Sydney
- Rosebank College, Five Dock, Sydney
- St Mary Star of the Sea College, Wollongong
- St Patrick’s College, Campbelltown, Sydney
- St Scholastica’s College, Glebe Point, Sydney
- Stella Maris College, Manly, Sydney

Queensland
- Lourdes Hill College, Hawthorne, Brisbane
- St Margaret Mary’s College, Hyde Park, Townsville

South Australia
- Marymount College, Adelaide

Victoria
- Mater Christi College, Belgrave, Melbourne
- Santa Maria College, Northcote, Melbourne[4][5]